# Johann Georg Forchhammer
Johann Georg Forchhammer (Husum, 26 de julho de 1794 — Copenhaga, 14 de dezembro de 1865), mais conhecido por Georg Forchhammer, foi um químico, mineralogista e geólogo que se distinguiu pelos seus estudos sobre a composição química das águas do mar. 